# Neoorsa daphne
Neoorsa daphne is een hooiwagen uit de familie Samoidae.